# Leptoplana vesiculata
Leptoplana vesiculata är en plattmaskart. Leptoplana vesiculata ingår i släktet Leptoplana och familjen Leptoplanidae. Inga underarter finns listade i Catalogue of Life.